# Sannat (Gozo)
Sannat (officiële naam Ta' Sannat) is een plaats en gemeente in het zuiden van het Maltese eiland Gozo met een inwoneraantal van 1729 (november 2005).
Sannat staat bekend om de hoge kliffen met oude karrensporen. Te midden van rijke flora en fauna bevinen zich enkele oude tempels en dolmens. De beschermheilige van Sannat is Margaretha van Antiochië.